# بالا ديزيو
بالا ديزيو (بالإيطالية: PalaDesio)‏ هي صالة رياضية تم افتتاحها سنة 1992، تستخدم لرياضة كرة السلة وتقام فيها أحياناً عدد من الفعاليات الرياضية، تقع في مدينة ديزيو التابعة إلى مقاطعة لومبارديا في إيطاليا، تتسع الصالة إلى 6,700 متفرج، وهي الصالة الرسمية لنادي بالاكانسترو كانتو وأحياناً يستخدمها نادي أولمبيا ميلانوالذي ليلعب في ليغا باسكيت الدرجة الأولى.